# Арв (река)
Арв (фр. Arve) је река у Француској. Дуга је 102 km. Улива се у Рону. 